# لوتس (فلوریدا)
لوتس (به انگلیسی: Lutz) یک منطقهٔ مسکونی در ایالات متحده آمریکا است که در شهرستان هیلزبرو، فلوریدا واقع شده‌است. لوتس ۷۰٫۲ کیلومتر مربع مساحت و ۱۹٬۳۴۴ نفر جمعیت دارد و ۲۱ متر بالاتر از سطح دریا واقع شده‌است.